# Hästkapplöpning

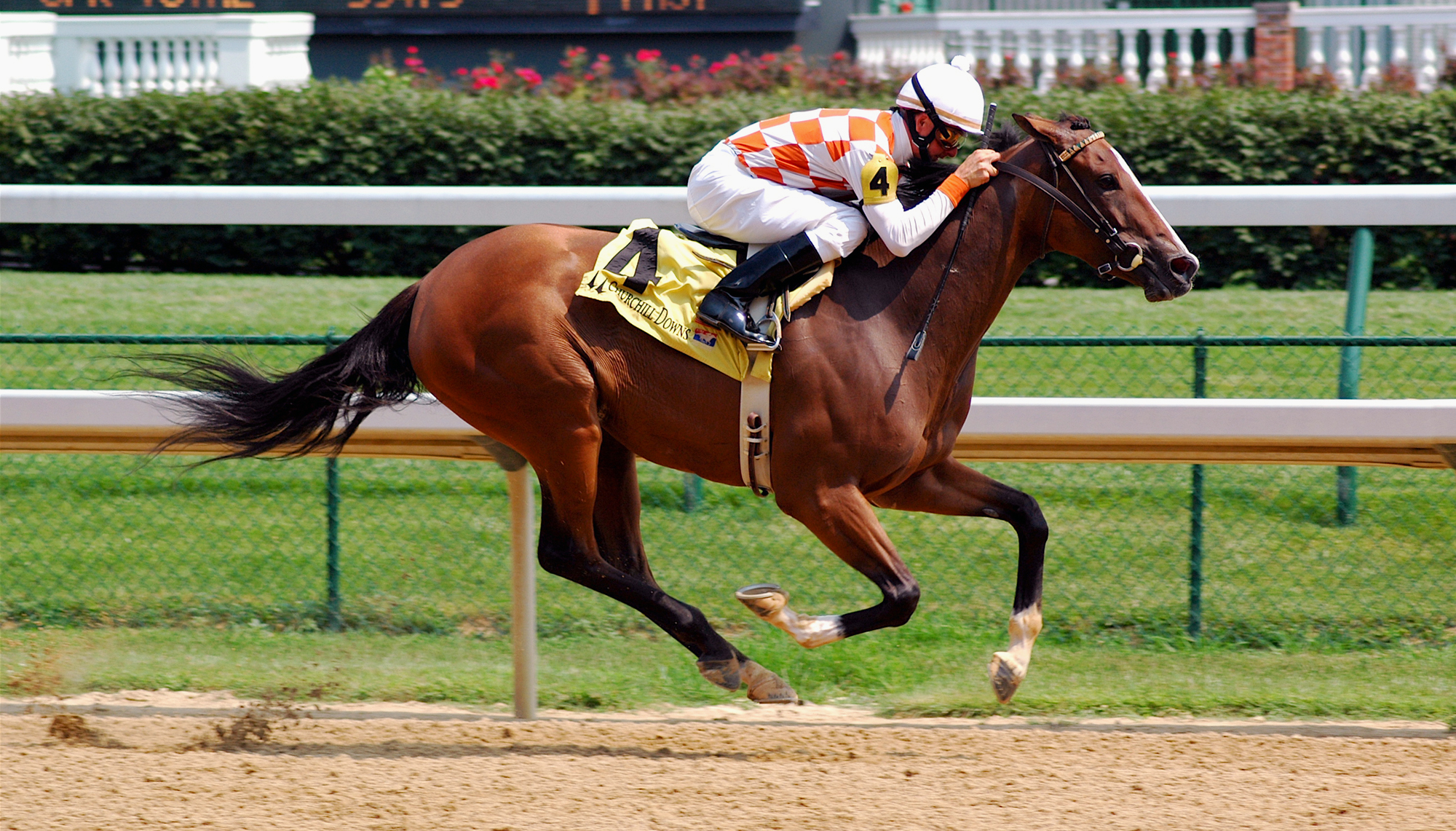
Hästkapplöpning vid Churchill Downs i Kentucky i USA.

Hästkapplöpning är en hästsport som innefattar både travsport och galoppsport. Sporten har utövats i många civilisationer världen över sedan tusentals år. Tävlingar med ryttare och även med häst och vagn var en populär sport i antikens Grekland och antikens Rom.
Olika typer av kapplöpningar och tävlingar har vuxit fram och inkluderar lopp där hästarna springer en sträcka på plan mark mellan två punkter på en rak eller oval bana, men även tävlingar där hästarna måste ta sig över olika hinder på sin väg mot mållinjen. Hästsport är en av världens äldsta sporter och nästan överallt i världen har man funnit nöje i att se hästar springa fort. Hasardspel hänger samman med hästkapplöpning.

## Former av tävlingar

### Galopptävlingar med ryttare
Slätlöpning är den vanligaste typen över hela världen och innefattar kapplöpning på en bana utan några hinder. Löpbanorna är för det mesta ovala, men mycket större variationer finns i bland annat Storbritannien och Irland. Där påträffas till exempel banor i formen av en åtta och med olika lutningar.
”Steeplechase” är hinderlöpning som innebär kapplöpning på banor med olika hinder såsom till exempel häckar eller bommar.

### Ridtävlingar med gångarten trav
Monté är en kapplöpning med ryttare där hästens gångart är trav. Monté förekommer främst i Frankrike.

### Travtävling med sulky
Körning av kusk med sulky (en vagn med två hjul) i gångarten trav. Tävlingar i travsport började organiseras och etableras under 1800-talet i både Frankrike och USA. Idag är trav en stor och framstående sport i till exempel Skandinavien, Frankrike, Italien, Tyskland, Kanada, USA och Australien.

### Distansritt
Distansritt sker enligt en i förväg fastställd distans och alla hästar startar samtidigt. Naturliga hinder såsom broar kan förekomma, däremot byggs inga hinder. Elitloppen är vanligen från 40 km upp till 160 km långa och ekipagen kontrolleras vid flera tillfällen av veterinär, kontroller som ekipaget måste klara för att få fortsätta tävlingen. Vinnaren är det ekipage som kommer i mål först och som får klartecken av veterinär. Det finns även kortare lopp, upp till 20 km, för nybörjare. Bland de olika varianterna märks Ride and Tie och olika former av långritt. 

## Historia

### Sverige
I Sverige introducerades galoppsporten av Patriotiska föreningen för Sveriges hästkultur, som i juni 1831 anordnade de första regelstyrda hästkapplöpningarna på Ladugårdsgärde i Stockholm.
Stockholms fältrittklubb bildades 1886 med syfte att uppmuntra terräng-, jakt- och distansridning, och året därpå anlades Stockholms första riktiga kapplöpningsbana. Våren 1894 hölls en ryttargala på Lindarängens kapplöpningsbana Hippodromen inför 8000 åskådare. Vid detta tillfälle deltog Sveriges första kvinna i hästkapplöpning, Marie-Louise Adlercreutz.
Moderna kapplöpningar hölls därefter först vid Lindarängen 1887-1918, på Ulriksdal 1918-1960, och därefter på Täby Galopp 1960–2016. Bro Park invigdes 2016 som en ersättning för Täby Galopp.